# ارباب: بزرگ کردن جهنم
ارباب: بزرگ کردن جهنم (انگلیسی: Overlord: Raising Hell) یک بازی ویدئویی نقش‌آفرینی اکشن از شرکت ۴ژی استودیوز است که در سال ۲۰۰۸ برای پلی‌استیشن ۳ و مک‌اواس منتشر شد.